# 泗泾塘
泗泾塘是中國上海市松江區的一條河流，它西起通波塘，東至北泖泾，全長9.03千米。元朝時，因為有4條河流入泗泾塘，所以河流得名泗泾塘。有時就單稱泗泾。